# 흰얼굴말벌
흰얼굴말벌(영어: bald-faced hornet)은 말벌과 중땅벌속에 속한 사회성 벌이다. 학명은 돌리코베스풀라 마쿨라타(Dolichovespula maculata). 향명은 말벌(hornet)이지만 사실 땅벌(yellowjacket)의 일종이다. 군락의 일벌 수는 400-700 마리로, 중땅벌속의 종들 중 군락이 가장 크다. 길이 최대 58 센티미터의 커다란 종이 벌집을 만든다. 일벌들은 공격적으로 둥지를 방어하며, 침입자에게 여러 차례 독침을 놓는다.
흰얼굴말벌은 미국과 캐나다 남부에 분포하고, 가장 흔하게 볼 수 있는 곳은 미국 동남부다. 이 종의 숫벌은 반수체이고 암벌은 배수체이다. 그래서 일벌도 알을 낳을 수 있는데, 일벌이 낳은 알은 숫벌이 된다. 충분히 많은 일벌이 성장하고 딸세대 여왕벌 알이 태어나면 일벌들이 자신들도 생식 기회를 얻기 위해 어머니 여왕벌을 살해한다.